# Castelo de Paiva
Castelo de Paiva là một huyện thuộc tỉnh Aveiro, Bồ Đào Nha. Huyện này có diện tích 115 km², dân số thời điểm năm 2001 là 17338 người.